# Rowendy Sumter
Rowendy José Sumter (Willemstad, 19 marzo 1988) è un calciatore olandese, portiere dello Scherpenhuevel e della nazionale di calcio di Curaçao.

## Carriera

### Club
Nel 2015, dopo aver militato allo Jong Holland, si trasferisce all'Atlétiko Flamingo. Nel 2016 viene acquistato dallo Scherpenhuevel.

### Nazionale
Ha debuttato in Nazionale il 19 agosto 2011, nell'amichevole Repubblica Dominicana-Curaçao (1-0). Nel 2017 viene inserito nella lista dei convocati per la Gold Cup 2017.